# Naoya Yoshida
Naoya Yoshida (吉田 直矢 Yoshida Naoya?), född 20 december 1994 i Saitama prefektur, är en japansk fotbollsspelare.
Yoshida började sin karriär 2017 i Tonan Maebashi. 2017 flyttade han till Thespakusatsu Gunma. 2019 flyttade han till Iwate Grulla Morioka.